# A Szíriai Nemzeti Tanács nemzetközi elismertsége
A Szíriai Nemzeti Tanácsot (SNC) az ENSZ 17 tagja, Koszovó és az Európai Unió ismerte el, mint a szíriai polgárháború zűrzavarában a szíriai emberek legitim képviselőjét. A hét tag közül három az ENSZ BT állandó tagja. Egy ország, Líbia az SNC-t Szíria legitim kormányának ismerte el.
2012. novemberben a Tanács beleegyezett, hogy egyesül több ellenzéki csoporttal, mint amilyen a z NCCDC és a Damaszkuszi Kiáltvány, és a részvételükkel megalakult a Szíriai Forradalmi és Ellenzéki Erők Nemzeti Koalíciója. A 60 képviselőből az SNC 22-t küldött. 2014. januárban a Tanács kivált a Szíriai Nemzeti Koalícióból, mert az részt vett a genfi megbeszéléseken.

## Nemzetközi helyzete és elismertsége
A Szíriai Nemzeti Tanács kérvényezte, hogy ismerjék el nemzetközi szinten, ugyanakkor tagadta, hogy ők lennének az ország száműzetésben működő kormánya.
2012. február 27-ig a Szíriai Nemzeti Tanácsot valamilyen formában az ENSZ 17 tagállama ismerte el vagy támogatta, köztük az ENSZ BT három állandó tagja, Franciaország, az Amerikai Egyesült Államok az Egyesült Királyság, Spanyolország, Bulgária, Tunézia, Egyiptom és Líbia Nemzeti Átmeneti Tanácsa. Utóbbi bejelentette, hogy ketten tárgyalásokat folytatnak, és azt tervezi, hogy fegyvereket értékesít a Tanácsnak, önkénteseket küld, és a Nemzeti Felszabadítási Hadsereg is segítségére lehetne a Szíriai Szabad Hadseregnek. Recep Tayyip Erdogan török miniszterelnök is támogatta őket. Az ENSZ hét tagállamának külügyminisztere találkozott a tanács képviselőivel, de semmilyen formában nem támogatták vagy ismerték el őket. Ezek közül kivétel Ausztria és Ausztrália kormányai, melyek kinyilvánították, hogy elítélik Aszad kormányát. Oroszország és Kína nem nyilvánított véleményt.

Azon országok térképe, melyek elismerték/nem ismerték el a Szíriai Nemzeti Tanácsot.

### Az ENSZ tagjai
| Sorszám | Entitás                   | A diplomáciai elismerés dátuma                                                                                          | Megjegyzések |
| ------- | ------------------------- | --- | --- |
| 1       | Líbia                     | 2011. október 19-én ismerte el (legitim szervezetként)                                                                  | Mussa al-Koni, az NTC tagja október 10-én ezt nyilatkozta: "A Nemzeti Átmeneti Tanács úgy döntött egy mai találkozó után, hogy Szíria egyedüli hiteles kormányaként a Szíriai Nemzeti Tanácsot ismeri el.” Koni bejelentette, hogy bezárják a szíriai nagykövetséget Tripoliban. Október 19-én az NTC bejelentette, hogy az SNC-t ismeri el Szíria „legitim képviselőjének.” Az NTC megígérte, hogy Szíria Tripoliban lévő nagykövetségét átadják az SNC-nek. A Líbiai NTC bejelentette, hogy megbeszéléseket folytatott a Szíriai Nemzeti Tanáccsal, melynek a végén fegyvereket szállíthat a Nemzeti Felszabadítási Hadsereg a Szíriai Szabad Hadseregnek. |
| 2       | Franciaország             | 2011. október 21-én ismerte el. (hivatalos tárgyalópartnerként), 2012. november 13. (mint egyedüli hivatalos képviselő) | Alain Juppe francia külügyminiszter ezt mondta 2011. november 21-én: "A Szíriai Nemzeti Tanács az egyetlen olyan tárgyalópartner, mellyel a továbbiakban együtt dolgozunk.” |
| 3       | Spanyolország             | 2011. november 23-án elismerték (a szíriai nép képviselőjeként)                                                         | Trinidad Jiménez spanyol külügyminiszter megerősítette, hogy a spanyol kormány az SNC-t fogja keresni, ha Szíriával kapcsolatos tárgyban kell konzultálni, és lezárta a szíriai kormánnyal folytatott tárgyalások csatornáit.” |
| 4       | Amerikai Egyesült Államok | 2011. december 5-én ismerte el (mint legitim képviselő)                                                                 | Hillary Clinton amerikai külügyminiszter szerint a Szíriai Nemzeti Tanács „a békés, demokratikus átmenetet szorgalmazó szíriaiak vezető és legitim képviselője”, az Egyesült Államok pedig „elkötelezett, hogy segítse ezt az átmenetet.” |
| 5       | Egyesült Királyság        | 2012. február 24-éln ismerte el (Mint legitim képviselő)                                                                | Alistair Burt, a Közel-Kelettel foglalkozó miniszter 2011. október 12-én Párizsban találkozott az SNC képviselőivel. Burt szerint “A Szíriai Nemzeti Tanács megalakítása pozitív lépés volt azért, hogy összehozza a szíriai ellenzék nagy részélt.” November 21-én William Hague külügyi főtitkár találkozott az SNC és a Nemzeti Koordinációs Testület képviselőivel. A találkozóról beszélve Hague emlékeztetett: „Továbbra is fenntartjuk kapcsolatunkat a szíriai ellenzékkel. Kineveztem egy vezető tisztviselőt, hogy létesítsen a két szervezet között kapcsolatot, és koordinálja azt. A szíriai vezetés felé az az üzenet, hogy a világ csak a szíriai ellenzékkel akar tárgyalni. Ezzel is jelezzük, hogy Szíriának más jövőt képzelünk el, ahol a szíriai emberek maguk dönthetik el, mit akarnak. Mi azt akarjuk, amit a legtöbben Szíriában: a szíriai emberek számára egy szabad és demokratikus jövőt. Szerintem Aszad kormánya hamarosan azon veszi észre majd magát, hogy a világ egyre több kormánya akar az ellenzékkel együttműködni, őket akarják szerződő félnek. Így tettünk ma mi is, és így akarjuk növelni a kormányra nehezedő nyomást.” Miután Tuniszban találkozott Szíria Barátaival, William Hague azt mondta, az Egyesült Királyság a Szíriai Nemzeti Tanácsot fogja elismerni a szíriai nép legitim képviselőjének. |
| 6       | Egyiptom                  | 2012. február 24-én ismerte el (Mint egy ellenzéki csoportot)                                                           | 2012. február 24-én Tuniszban a Szíria Barátai Csoport találkozóján Mohamed Kamel Amr külügyminiszter nyilvánosságra hozta, hogy Szíria minden ellenzéki szervezetet elismer. |
| 7       | Albánia                   | 2012. április 1-én ismerte el (mint a szíriai nép képviselője)                                                          | A Szíria Barátainak 2012. április 1-i isztambuli találkozóján Albánia külügyminisztere, Edmond Haxhinasto hangsúlyozta, hogy az albán kormány támogatja a szíriai demokratikus ellenzéket, melyet a Szíriai Nemzeti Tanács képvisel. Emellett támogatják az országban folyó szabadságharcot, az emberi jogokat és a fejlődést. |
| 8       | Dánia                     | 2012. december 9-én ismerte el (mint legitim képviselő)                                                                 | |
| 9       | Törökország               | Aszad kormányának elutasítása Hivatalos kapcsolat december 14-től Szóbeli támogatás                                     | 2011. november 15-én Recep Tayyip Erdogan, Törökország miniszterelnöke támogatásáról biztosította a Szíriai Nemzeti Tanácsot, mikor azt mondta, „Törökország elvesztette bizalmát Bassár el-Aszad kormányában, és azt mondta, „előbb vagy utóbb megfizet ezért a szíriai kormány.” 2011. december 11-én az SNC Isztambulban megnyitotta az első irodáját. Recep Tayyip Erdoğan megpróbál „kedvező kapcsolatokat kialakítani az Aszad után jövő következő kormánnyal, bármilyen legyen is az.” |
| 10      | Tunézia                   | Aszad kormányának elutasítása Szóbeli támogatás                                                                         | Rashid al-Ghannushi, Tunézia legnagyobb pártjának, az Ennahda Mozgalomnak a vezetője november 2-án bejelentette, hogy Szíria legitim képviselője a Szíriai Nemzeti Tanács, ugyanakkor bezárják Szíria tuniszi nagykövetségét, és kitiltották a szíriai nagykövetet. December 16-án az SNC megtartotta első, három napos nemzetközi kongresszusát Tunmiszban, ahol Tunézia frissen megválasztott elnöke, Moncef Marzouki is részt vett, és az SNC vezetőjével, Burhan Ghaliounnal közös sajtótájékoztatót tartott. December 19-én Burhan Ghalioun bejelentette, hogy a tunéziai kormány hivatalosan is elismeri a Tanácsot. |
| 11      | Olaszország               | Informális kapcsolatok Szóbeli támogatás Aszad kormányának visszautasítása                                              | November 25-én Giulio Terzi di Sant'Agata olasz külügyminiszter megismételte, hogy a Szíriai Nemzeti Tanács keretei között támogatja Olaszország egy szervezett ellenzéki kialakítását. December 11-én Terzi találkozott az SNC elnökével, Burhan Ghalioun úrral, és azt mondta, intenzívebb kapcsolatokat akar kialakítani az SNC-vel, mely a szíriai ellenzék egy fontos csoportját hozta össze. |
| 12      | Bulgária                  | Szóbeli támogatás Aszad kormányának az elutasítása Informális kapcsolatok                                               | Nikolai Mladenov bolgár külügyminiszter bejelentette, hogy a Szíriai Nemzeti Tanács „a Szíria jövőjéről szóló megbeszélések fontos résztvevője.” |
| 13      | Kanada                    | Aszad kormányának az elutasítása Informális kapcsolatok                                                                 | John Baird kanadai külügyminiszter a Közrendiek Háza előtt tartott december 16-i beszédében azt mondta: „Aszad meg fog bukni. A kormány meg fog bukni. Ez csak idő kérdése.” Aznap Baird találkozott a Szíriai Nemzeti Tanács Burhan Ghalioun tanácsi elnök vezette delegációjával. A küldöttség köszönetének adott hangot, hogy Kanada támogatja az SNC-t, hogy szorgalmazza azt, hogy az ENSZ BT fogadjon el egy határozatot, valamint hogy elutasítja Aszad kormányát. Megbeszéléseket folytattak Kanada szerepéről, amit az átmeneti idő alatt humanitárius területen valamint az Aszad utáni Szíria helyreállításában tud nyújtani. |
| 14      | Hollandia                 | Szóbeli támogatás Aszad kormányának elutasítása Informális kapcsolatok                                                  | Hollandia szóban nyíltan támogatta a Szíriai Nemzeti Tanácsot. 2012. márciusban Rosenthal holland külügyminiszter Hollandiában megbeszéléseket folytatott a Szíriai Nemzeti Tanács küldötteivel, ahol azt hangsúlyozta, hogy Azad elnöknek le kellene mondania, a szíriai ellenzéknek pedig össze kellene fognia. |
| 15      | Németország               | Szóbeli támogatás Aszad kormányának elutasítása Informális kapcsolatok                                                  | 2011. augusztus 6-án egy interjúban Guido Westerwelle külügyminiszter arra figyelmeztetett: „Szerintem Aszad előtt már nem áll politikai jövő.” A hírek szerint a német külügyminisztérium megbeszéléseket kezdett a szíriai ellenzékkel. 2011. novemberben a Szíriai Nemzeti Tanács delegációja találkozott Westerwellével és a külügy több más magas rangú vezetőjével, hogy tájékoztassák őket a szíriai helyzetről. Westerwelle azt mondta, „a Szíriában látott emberi jogi jogsértések láttán nem maradhatunk csendben.” Ezután méltatta a Nemzeti Tanács erőfeszítéseit, és a demokrácia átmeneti időszakáról egyeztetett az SNC-vel, hogy ott ők milyen szertepet tudnak játszani. |
| 16      | Belgium                   | Szóbeli támogatás Informális kapcsolatok                                                                                | Didier Reynders belga külügyminiszter vezetésével egy belga külügyi delegáció 2012. január 5-én találkozott a Szíriai Nemzeti Tanács képviselőivel. A találkozón Reynders tudatta a résztvevőkkel, hogy figyelembe veszi az SNC kérését, hogy Európa hozzon létre egy segélyalapot a szíriai nép számára, és erről tudatja majd az Európai Uniót is, és azon fog dolgozni, hogy „támogassa az SNC céljait, míg meg nem valósítottt realitás nem válik belőlük.” |
| 17      | Szaúd-Arábia              | Informális kapcsolatok Szóbeli támogatás                                                                                | 2012. január 22-én az SNC egyik küldöttsége találkozott Saud Al-Faisal herceggel és egyben külügyminiszterrel, aki hangsúlyozta „Szaúd-Arábia támogatását és elkötelezettségét, melyet a szíriai nép iránt érez, s mellyel mindent megtesz, hogy csökkentse a nélkülözéseiket.” 2012. január 27-én a kuvaiti Al-Rai újságban az SNC vezető tanácsának az egyik tagja, Ahmad Ramadan arról számolt be, hogy Saud al-Faisal herceg az előző héten találkozott az SNC egyik delegációjával Kairóban. Saud azt a tájékoztatást adta, hogy „még tisztázatlan időpontban” Szaúd-Arábia „a szíriai nép hivatalos képviselőjeként” fogja elismerni a szervezetet. A The Times brit újság arról írt, hogy Szaúd-Arábia és Katar fogja megteremteni a Szíriai Nemzeti Tanács pénzügyi alapjait, valamint más, az Aszad vezette kormány ellen létrehozott kisebb csoportokat is pénzügyileg támogatnak. |
| 18      | Katar                     | Az Aszad-kormány elutasítása                                                                                            | A The Times című brit újság arról írt, hogy Katar és Szaúd-Arábia fogja pénzügyileg támogatni a Szíriai Nemzeti Tanácsot és több más fegyveres, az Aszad kormánya ellen harcoló szervezetet. Hamad bin Jassim bin Jaber Al Thani miniszterelnök és egyben külügyminiszter meglátogatta az Egyesült Nemzetek Szervezetét, hogy hivatalosan is benyújtsa az ENSZ-hez delegált nagyköveteknek a tervét, ami Aszad lemondásáról a hatalomnak pedig a helyettesének történő átadásáról szólt. A március 10-i arab miniszteri találkozón Hamad azt tanácsolta az ellenzéknek, hogy egyesüljenek „hogy ezzel is biztosítsák, hogy egy hangon tudathassák a nép akaratát, így szembe tudnak nézni a rezsim türannoszával.” Nyitó beszédében arra hívta fel a felek figyelmét, hogy fogadják el a szíriai nép legitim képviselőjének az SNC-t. |
| 19      | Ausztrália                | informális kapcsolatok Aszad kormányának az elutasítása                                                                 | 2012. január 20-án Kevin Rudd külügyminiszter nyilvánosan is elutasította az Aszad kormányt, mikor Alan Juppe francia külügyminiszterrel közösen tartott egyik sajtótájékoztatóján ezt mondta: „Az Ausztráliában vallott nézeteink szerint Aszadnak mennie kell.” Január 24-én Rudd találkozott William Hague brit külügyminiszterrel, és bejelentette, hogy előző héten találkozott Burhan Ghaliounnal, az SNC elnökével is. |
| 20      | Ausztria                  | Informális kapcsolatok Aszad kormányának visszautasítása                                                                | Michael Spindelegger alkancellár és külügyminiszter 2011. december 9-én találkozott az SANC elnökével, Burhan Ghaliounnel. Egy a találkozóval kapcsolatos jelentésben Spindelegger ezt írta: „Egy kormány, mely saját népe ellen támad embertelen eszközökkel, elveszíti a legitimációját. Aszad elnök legutóbbi nyilatkozatában ismét bebizonyította, hogy vagy könyörtelenül cinikus, vagy egy groteszk illuzórikus világban él. Azonnal le kell mondania, hogy egy békés átmenetben utat engedjen egy új vezetésnek.” |
| 21      | Portugália                | Informális kapcsolatok                                                                                                  | 2012. január 3-án egy a Szíriai Nemzeti Tanács egy Burhan Ghalioun vezette delegációja találkozott Lisszabonban Paulo Portas külügyminiszterrel. Az aktuális szíriai helyzet áttekintése után a delegáció azt kérte Portastól, hogy hivatalosan is utasítsa vissza Aszad kormányát, és Portugália befolyásával Brazílián keresztül érjék el, hogy a dél-amerikai országok is így tegyenek. |
| 22      | Norvégia                  | Informális kapcsolatok                                                                                                  | A Szíriai Nemzeti Tanács egy küldöttsége 2012. december 9—11. között látogatott Oslóba, hogy ott a külügyminisztérium tisztviselőivel, politikai és humanitárius csoportok képviselőivel beszéljen, és megnyerje a támogatásukat. A delegáció magával a külügyminiszterrel is találkozott, aki a felvetett igényekre „általában pozitívan” reagált. |
| 23      | Oroszország               | Informális kapcsolatok                                                                                                  | A Szíriai Nemzeti Tanács 2011. november 15-én egy küldöttséget menesztett Moszkvába, hogy találkozzon Szergej Lavrov külügyminiszterrel, mellyel egy hivatalos meghívásnak tettek eleget. Oroszországi látogatásuk alatt a delegáció az orosz kormány több magas rangú tagjával is találkozott, mint amilyen Mikhail Bogdanov külügyminiszter-helyettes és az Oroszországi Föderáció alelnöke, Ilyas Umakhanov. |
| 24      | Kína                      | Informális kapcsolatok                                                                                                  | Az SNC magas rangú delegációja látogatta meg Pekinget 2012. május 10-én. Yang Jiechi külügyminiszter, a külügyminiszter-helyettes és a Kínai Kommunista Pártjának Központi Bizottságának Külső Kommunikációs igazgatója fogadta őket. Az SNC szerint Yang megígérte, hogy megvizsgálja, hogy „olyan engedélyt adnak ki, hogy az SNC hivatalos irodát nyithat Kínában. |
| 25      | Japán                     | Informális kapcsolatok                                                                                                  | 2012. május 11-én az SNC küldöttsége meglátogatta Japánt, ahol találkozott a japán külügyminiszterrel, Burhan Ghalioun, az SNC elnöke pedig megbeszéléseket folytatott Koichiro Gemba külügyminiszterrel. Később Ghalioun még a külügyekért felelős parlamenti miniszterhelyettessel, Ryuji Yamane-vel és az ENSZ volt főtitkárhelyettesével, Yasushi Akashi-val is találkozott. |
| 26      | Svédország                | Szóbeli támogatás informális kapcsolatok                                                                                | Az SNC kérését, melyben az elismerésüket kérték, a külügyminiszter így kommentálta: „Ugyanúgy beszélünk velük, mint más emberekkel, akik alakítani tudják a szíriai helyzetet. Ezt még ma átbeszéljük.” |
| 27      | Szlovénia                 | Hivatalos elismerés 2013. januárban                                                                                     | Szíria kormányának nagykövetét persona non gratának minősítették, és kijelentették, hogy Szíria egyetlen jogos képviselője az SNC. |

### Nem ENSZ-tagállam országok
| Sorszám | Entitás | A diplomáciai elismerés időpontja/státusza | Megjegyzések |
| ------- | ------- | ------------------------------------------ | --- |
| 1       | Koszovó | 2011. augusztus 23.                        | 2011. augusztus 23-án a Koszovói Köztársaság Külügyminisztériuma egy közleményt adott ki, melyben a következő szerepelt: „A Koszovói Köztársaság népe és kormánya támogatja a szíriai nép erőfeszítéseit, mellyel a demokráciát és a szabadságot kívánják elérni.” |

### Autonóm régiók
- Iraki Kurdisztán: 2012. január 11-én Massoud Barzani elnök találkozott az SNC küldöttségével, ahol „támogatásáról biztosította a feleket, hogy az elkövetkező hetekben szorosabbra fűzik a kapcsolatokat az SNC és a Kurdisztáni Regionális Kormány között, hogy megvalósítsák a szíriai nép akaratát.”[56]

### Nemzetközi szervezetek
| Nemzetközi szervezet               | Álláspont |
| ---------------------------------- | --- |
| Európai Unió (EU)                  | 2011. október 10-én az Európai Unió kijelentette, hogy „hivatalosan támogatják őket és támogatják a céljaikat”, de nem ismerik őket el. Később, a külügyminiszterek egy brüsszeli 2012. február 27-i ülésén az Európai Unió elismerte a Szíriai Nemzeti Tanácsot mint „azon szíriaiak legitim képviselőjét, akik békés demokratikus átalakulásokat szorgalmaznak”. Ugyanakkor több új szankciót vezettek be Aszad kormánya ellen. Az SNC egy 2018. február 28-i sajtóközleményében üdvözölte a döntést. 2012. március 2-án az Európai Unió hivatalosan is elismerte a Szíriai Nemzeti Tanácsot, mint a szíriai nép hivatalos képviselőjét. Tagállamok (5 / 28) Jelöltek (1 / 5) Ausztria • Belgium • Bulgária † • Horvátország • Ciprus • Csehország • Dánia † • Észtország • Finnország • Franciaország † • Németország • Görögország • Magyarország • Írország • Olaszország • Lettország • Litvánia • Luxembourg • Málta • Hollandia • Lengyelország • Portugália • Románia • Szlovákia • Szlovénia • Spanyolország † • Svédország • Egyesült Királyság † Tagjelöltek: Írország • Macedónia • Montenegró • Szerbia • Törökország † – Valamilyen szinten elismerte az SNC-t. |
| Muzulmán Bölcsek Nemzetközi Uniója | 2011. október 15-én Yusuf al-Qaradawi, a szervezet elnöke az SNC-t ismerte el Szíria egyetlen jogos képviselőjének. |
| Arab Liga                          | 2013. március 6-án az Arab Liga a Szíriai Nemzeti Tanácsnak adta át Szíria helyét a szervezetben. |

#### Politikai pártok és szervezetek
- Algéria: 2011. november 14-én Abbassi Madani, az algériai Iszlám Jótékonysági Front elnöke Szíria egyetlen jogos képviselőjeként ismerte el az SNC-t.[62]
- Bahrein: 2012. március 7-én a Bahreini Népképviselet arról szavazott, hogy felkéri a kormányt, fogadja el a szíriai nép hivatalos képviselőjének a Szíriai Nemzeti Tanácsot.[63]
- Egyiptom: 2011. október 11-én az Egyiptomi Demokratikus Szövetség bejelentette, hogy támogatja, hogy a Szíriai Nemzeti Tanácsot tekintsék a szíriai nép hivatalos képviselőjének.[64]
- Jordánia: 2011. november 15-én a Muzulmán Testvériség jordániai politikai szárnya, az Iszlám Akció Frontja elismerte az SNC-t.[65]
- Kuvait: 2011. október 28-án a Kuvaiti Nemzeti Tanács kérelmezte a kormánynál, hogy ismerje el az SNC-t a szíriai nép egyetlen jogos képviselőjének.[66] December 6-án Szabáh el-Ahmad el-Dzsáber esz-Szabáh kuvaiti emír feloszlatta a Gyűlést.[67] Február 29-én azonban a következő parlament 44-5 arányban megszavazott egy nem kötelező érvényű határozatot, mely szerint felkérik a kormányt, hogy az ismerje el az SNC-t. A kabinet minden tagja támogatta a javaslatot.[68]
- Pakisztán: 2011. október 19-én a Jamaat-e-Islami Pakisztánban elismerte az SNC-t, és a pakisztáni kormánytól valamint az iszlám országoktól is ugyanezt kérte.[69]

### Az elismerést megtagadó ENSZ-tagállamok
| Sorszám | Állam            | Megjegyzések |
| ------- | ---------------- | ------------ |
| 1       | Algéria          |              |
| 2       | Fehéroroszország |              |
| 3       | Bolívia          |              |
| 4       | Burundi          |              |
| 5       | Kína             |              |
| 6       | Kuba             |              |
| 7       | Irán             |              |
| 8       | Irak             |              |
| 9       | Mianmar          |              |
| 10      | Nicaragua        |              |
| 11      | Észak-Korea      |              |
| 12      | Fülöp-szigetek   |              |
| 13      | Oroszország      |              |
| 14      | Szudán           |              |
| 15      | Szíria           |              |
| 16      | Üzbegisztán      |              |
| 17      | Venezuela        |              |
| 18      | Zimbabwe         |              |

### Olyan nem ENSZ-tagállamok, melyek elutasítják az elismerést
| Sorszám | Entitás | Megjegyzések |
| ------- | ------- | ------------ |
| 1       | Abházia |              |